# Svenska Hotkvintetten
Svenska Hotkvintetten var en swinggrupp som bildades 1939 på initiativ av violinisten Emil Iwring. Den var huvudsakligen en studioorkester som ägnade sig åt skivinspelningar.
Förebild var Franska Hotkvintetten, med gitarristen Django Reinhardt och violinisten Stéphane Grappelli.
Övriga medlemmar i kvintetten var de tre gitarristerna Sven Stiberg, Folke Eriksberg och Kalle Löhr samt kontrabasisten Roland Bengtsson. Roland Bengtsson på bas ersattes tillfälligt av Pelle Liljefors, och senare permanent av Thore Jederby. Kalle Löhr på gitarr ersattes ibland av Göran Landberg, och senare av Roland Bengtsson, som nu bytt instrument. Sångerskan Diana Miller medverkade på ett par titlar.
Under åren 1939–1941 gjorde gruppen ett 40-tal inspelningar, för att därefter upphöra. Flertalet inspelningar gjordes på skivmärket Columbia, som i en förteckning på Internet redovisar ett 30-tal inspelningar från nämnda period. De sista inspelningarna gjordes på Telefunken.